# Gittermodel
En gittermodel (engelsk: lattice model) er en matematisk model, der beskriver et system som et diskret rum i stedet for et kontinuerligt rum. Gittermodeller er udbredte i teoretisk fysik og meget oplagte inden for computerfysik og computational science, hvor modeller altid indeholder en form for diskretisering.

## Eksempler
Nedenstående er blot få eksempler
- HP-modellen
- Ising-modellen
- Flory-Huggins-modellen
- Potts-modellen
- Sznajd-modellen.

| Matematik | Spire Denne artikel om matematik er en spire som bør udbygges. Du er velkommen til at hjælpe Wikipedia ved at udvide den. |